# HMCS Buctouche
HMCS Buctouche (K179) (англ. Его Величества Канадский Корабль «Бактуш») — корвет типа «Флауэр», служивший в Королевском военно-морском флоте Канады в годы Второй мировой войны. Назван в честь города Бактуш канадской провинции Нью-Брансуик. Изначально корабль планировалось назвать «Батхёрст» (англ. Bathurst), но после конфликта с британским королевским флотом корабль пришлось переименовать в «Бактуш».

## Проект «Флауэр»

### Общее описание
Корветы типа «Флауэр», состоявшие на вооружении Королевского ВМФ Канады во время Второй мировой войны (такие, как «Бактуш»), отличались от более ранних и традиционных корветов с днищевыми колонками. Французы использовали наименование «корвет» для обозначения небольших боевых кораблей; некоторое время британский флот также использовал этот термин вплоть до 1877 года. В 1930-е годы в канун войны Уинстон Черчилль добился восстановления класса «корвет», предложив называть так маленькие корабли сопровождения, схожие с китобойными судами. Новому типу корветов было присвоено название «Флауэр»; корветам, как следовало из наименования этого типа, присваивали имена цветов.
Корветы, принятые на вооружение Королевским военно-морским флотом Канады, были названы преимущественно в честь канадских местечек, жители которых участвовали в строительстве кораблей. Эту идею отстаивал адмирал Перси Уокер Неллз. Компании, финансировавшие строительство, как правило, были связаны с местечками, в честь которых был назван каждый корвет. Корветы британского флота занимались сопровождением в открытом море, корветы канадского флота — береговой охраной (играя преимущественно вспомогательную роль) и разминированием. Позже канадские корветы были доработаны так, чтобы нести службу и в открытом море.

### Технические характеристики
Корветы типа «Флауэр» имели следующие главные размерения: длина — 62,5 м, ширина — 10 м, осадка — 3,5 м. Водоизмещение составляло 950 т. Основу энергетической установки составляла 4-тактная паровая машина тройного расширения и два котла мощностью 2750 л.с. (огнетрубные котлы Scotch у корветов программы 1939—1940 годов и водотрубные у корветов программы 1940—1941 годов). Тип «Флауэр» мог развивать скорость до 16 узлов, его автономность составляла 3500 морских миль при 12 узлах, а экипаж варьировался от 85 (программа 1939—1940 годов) до 95 человек (программа 1940—1941 годов).
Главным орудием корветов типа «Флауэр» было 102-мм морское орудие Mk IX. Зенитное вооружение состояло из спаренных 12,7-мм пулемётов Vickers и 7,7-мм пулемётов Lewis, позже заменённых на сдвоенные 20-мм пушки «Эрликон» и одиночные 40-мм орудия Mk VIII. В качестве противолодочного оружия использовались бомбосбрасыватели Mk II. Роль радиолокационного оборудования играли радары типа SW1C или 2C, которые по ходу войны были заменены на радары типа 271 для наземного и воздушного обнаружения, а также радары типа SW2C или 2CP для предупреждения о воздушной тревоге. В качестве сонаров использовались гидроакустические станции типа 123A, позже заменённые на типы 127 DV и 145.

## Служба
Корвет «Бактуш» был заказан 22 января 1940 года в рамках программы строительства корветов типа «Флауэр» на 1939—1940 годы. Заложен 14 августа 1940 года компанией «Davie Shipbuilding and Repairing Co. Ltd.» в Лозоне, Квебек. Спущен на воду 20 ноября 1940 года и принят в состав КВМФ Канады 5 июня 1941 года в Квебеке. Поскольку корветы типа «Флауэр» были слишком маленькими, чтобы на их борту изображалась эмблема, её помещали на боковину орудийного щита Mk IX. Так, у «Бактуша» в качестве эмблемы был изображён пони, сбрасывающий с себя Адольфа Гитлера. 12 июня 1941 года новый корвет прибыл в Галифакс.
С 28 июля 1941 года «Бактуш» находился в составе Ньюфаундлендских конвойных сил (база — Сент-Джонс), сопровождая шедшие из Сент-Джонса в Исландию и из Исландии в Сент-Джонес конвои с августа 1941 по январь 1942 года. 26 августа он впервые вышел в составе группы сопровождения конвоя SC.41. 3 ноября подлодкой U-203 у мыса Кейп-Чарльз полуострова Лабрадор (52°18′ с. ш. 53°05′ з. д.) был торпедирован британский сухогруз «Эмпайр Джемсбак» (англ. Empire Gemsbuck), и корвет «Бактуш» под командованием лейтенанта У. Хакни принял 43 выживших члена экипажа сухогруза на борт.
В июне 1942 года корвет был переведён в Западные местные конвойные силы, неся службу там до самого конца войны (кроме лета 1944 года, когда в течение двух месяцев он был в составе Квебекских сил). 7 июля 1942 года «Бактуш» под командованием лейтенанта Дауни спас 15 человек с норвежского судна «Мольдангер» (норв. Moldanger), торпедированного U-404 27 июня 1942 года (30°03′ с. ш. 70°52′ з. д.). 21 ноября того же года корвет обнаружил и атаковал глубинными бомбами подлодку U-518, которая предприняла попытку нападения на конвой ON-145 в 200 морских милях к юго-востоку от Сидни. В результате атаки у U-518 перестала работать заслонка торпедного аппарата № 3, и из-за проникновения воды в склад торпед субмарина ушла на базу.
С июня 1943 года «Бактуш» нёс службу в составе конвойной группы W-1, образованной в том же месяце. В октябре того же года он встал на четырёхмесячный ремонт в Сент-Джонсе, в ходе которого инженерами компании Saint John Dry Dock & Shipbuilding Ltd. был установлен расширенный бак. Ремонт был завершён 29 января 1944 года. 28 июня 1944 года корвет сел на мель в заливе Гамильтон и получил повреждения, однако добрался своим ходом до города Пикту, где встал на двухмесячный ремонт.
15 июня 1945 года в Сореле корвет «Бактуш» был выведен из состава канадского флота, 23 октября 1945 года продан, а в 1949 году разрезан на металл в Гамильтоне (Онтарио).

## Командиры
С момента принятия корвета «Бактуш» в состав КВМФ Канады и до завершения боевых действий Второй мировой войны в Европе корветом командовали следующие офицеры:
| Воинское звание   | Имя командира                 | Оригинал имени                  | Начало службы  | Конец службы   |
| ----------------- | ----------------------------- | ------------------------------- | -------------- | -------------- |
| Лейтенант         | Уильям Уотт Хэкни             | William Watt Hackney            | 10 апреля 1941 | 28 марта 1942  |
| Лейтенант         | Уильям Александр Доуби        | William Alexander Dobie         | 29 марта 1942  | 6 мая 1942     |
| Шкиппер-лейтенант | Джордж Норвал Дауни           | George Norval Downey            | 7 мая 1942     | 28 апреля 1944 |
| Шкиппер-лейтенант | Генри Эссон Янг               | Henry Esson Young               | 28 апреля 1944 | 4 декабря 1944 |
| Шкиппер-лейтенант | Эрнест Стэнли Нельсон Плезанс | Ernest Stanley Nelson Pleasance | 5 декабря 1944 | 1 января 1945  |
| Шкиппер-лейтенант | Генри Эссон Янг               | Henry Esson Young               | 2 января 1945  | 15 июня 1945   |

## Комментарии
1. ↑  По другим данным — 5 июня 1941[15]
2. ↑  По другим данным — 29 апреля 1944[15]